# محمدجعفر کامبوزیا

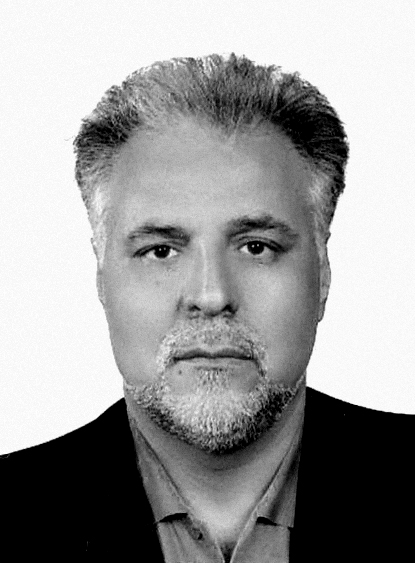

محمد جعفر کامبوزیا (زاده ۹ آبان ۱۳۳۹ در زاهدان) شطرنج‌باز ایرانی، نایب رئیس فدراسیون بین‌المللی شطرنج (فیده) و رئیس فدراسیون شطرنج ایران بین سالهای ۱۳۷۵ تا ۱۳۸۲ و ۱۳۸۹ تا ۱۳۹۳ است. در دوران مدیریت وی، شطرنجِ ایران در سطح بین‌المللی به موفقیت‌های چشمگیری دست یافت؛ همچنین در سال ۲۰۰۰ میلادی، فدراسیون شطرنج توانست برای نخستین بار میزبانیِ مسابقات قهرمانی شطرنج جهان را در شهر تهران برگزار کند که با غلبهٔ ویسواناتان آناند بر الکسی شیروف در بخش فینال به پایان رسید. وی در تاریخ چهارم تیرماه ۱۳۹۲ به عنوان عضو هیئت مدیرهٔ باشگاه فوتبال پرسپولیس تهران انتخاب شد، اما در ۲۷ تیرماه برای اجتناب از ادامه حواشی، از سمت خود کناره گیری کرد.
محمد جعفر کامبوزیا سابقهٔ ریاست اداره فنی مهندسیِ سازمان تربیت بدنی در دورهٔ اصلاحات به ریاست مصطفی هاشمی‌طبا، ریاست هیئت فوتبال گیلان و نیز ریاست اداره مسکن و شهرسازی استانهای ایلام و گیلان را هم در کارنامه خود دارد. وی در رشته مهندسی راه و ساختمان تحصیل کرده است و در تمام استان‌های ایران خانه‌های شطرنج را راه اندازی کرده که معماریِ این ساختمان‌ها به شکلِ مهره رخ شطرنج طراحی و اجرا شده است. وی همچنین فرزند امیرتوکل کامبوزیا، از نویسندگان و فعالان سیاسیِ معاصر ایران می‌باشد.